# Jordi de Rússia (gran duc de Rússia II)

Jordi de Rússia (gran duc de Rússia II)

Jordi de Rússia, gran duc de Rússia (Tsàrskoie Seló 1871 - Caucas 1899). Gran duc de Rússia amb l'habitual tractament d'altesa imperial. Des de l'any 1894 i fins a la seva mort fou l'hereu presumpte al tron imperial portant el títol de tsarévitx.
Nat a Tsàrskoie Seló el dia 6 de maig de 1871, essent fill del tsar Alexandre III de Rússia i de la princesa Dagmar de Dinamarca. Jordi era net per via paterna del tsar Alexandre II de Rússia i de la princesa Maria de Hessen-Darmstadt i per via materna del rei Cristià IX de Dinamarca i de la princesa Lluïsa de Hessen-Kassel.
Durant la seva infantesa mostrà una salut de ferro, essent molt més fort i sa que el seu germà, el futur tsar Nicolau II de Rússia. Tot i així, quan entrà a l'adolescència aquest fet canvià, i començà a mostrar problemes respiratoris importants. L'any 1891, Jordi acompanyà al seu germà Nicolau en un llarg viatge per les diferents corts europees, la duresa del viatge feu que Jordi hagués de tornar abans d'hora a Sant Petersburg per tal de recuperar-se de la fatiga que li havia ocasionat el viatge.
El novembre de 1894, Alexandre III de Rússia moria al Castell de Gatchina i el tsarévitx Nicolau esdevenia tsar de Rússia. Immediatament Jordi era elevat a la categoria d'hereu al tro.
La salut del gran duc es deteriorà de forma progressiva i alarmant i generà a principis de la dècada de 1890 un principi de tuberculosi. Els metges recomanaren a la Cort imperial el seu trasllat immediat a un lloc més càlid on les possibilitats de recuperació eren més fortes, s'escollí el Caucas, i més concretament la ciutat d'Abbas-Tuman. La seva malaltia, que no pogué ésser parada feu que mai pogués retornar a Sant Petersburg i mai conegué les seves nebodes, les grans duquesses Olga de Rússia i Tatiana de Rússia.
Poc després del bateig de la tercera filla del tsar, la gran duquessa Maria de Rússia, el gran duc Jordi escrigué al tsar recriminant-li el fet de no haver pogut conèixer mai les seves nebodes. Pocs mesos després, el 9 d'agost de 1899 morí al Caucas a conseqüència de la tuberculosi iniciada anys enrere.